# Coloso de los Apeninos
El Coloso de los Apeninos (en italiano, Colosso dell'Appennino) es una estatua de piedra de aproximadamente 11 metros de altura, localizada en la Villa de Pratolino (actual Villa Demidoff) en Vaglia, Toscana, Italia. La obra, una alegoría a los Montes Apeninos, fue realizada por el escultor flamenco Juan de Bolonia a finales de la década de 1580.

## Descripción
El Coloso tiene una altura de aproximadamente 11 metros y tiene la intención de representar una personificación de los Montes Apeninos en Italia. Era la fuente de agua de la Villa de Pratolino, en la que se encuentra. La escultura tiene la apariencia de un anciano agachado a la orilla de un lago, rodeado por otras figuras mitológicas que recuerdan a personajes y temas de las Metamorfosis de Ovidio, tales como Pegaso, el Monte Parnaso o Júpiter. Con la mano izquierda delante de él, el Coloso parece estar aplastando la cabeza de un monstruo acuático, de cuya boca emana un torrente de agua hacia el lago que se encuentra enfrente de la escultura. El Coloso se concibió desnudo y de su abundante barba cuelgan estalactitas, simbolizando una metamorfosis que transforma a la montaña en hombre. Se cree además que tuvo conductos de agua en su interior para que simularan sudor en el Coloso. Durante las épocas de invierno o primavera, la estatua solía cubrirse con carámbanos de hielo y musgos, respectivamente.
Se cree que Juan de Bolonia se inspiró en una descripción del titán Atlas con apariencia de montaña, incluida en las Metamorfosis de Ovidio. Otras hipótesis sugieren que se inspiró en la descripción de Atlas realizada por el poeta romano Virgilio en la Eneida.
Dentro del Coloso existen una serie de cámaras y de cuevas divididas en tres niveles. En el nivel inferior, hay una cueva que contiene una fuente octogonal dedicada a la diosa griega Tetis. El pintor italiano Jacopo Ligozzi adornó la Gruta de Tetis con frescos que representaban pueblos de la costa mediterránea de Toscana en 1586. En otras cámaras se encuentran escenas basadas en libro De re metallica, escrito por el mineralogista Georgius Agricola. En la parte superior del gigante, hay una cámara con espacio suficiente para albergar una orquesta pequeña y en la cabeza hay una pequeña obertura con una chimenea que expulsa el humo por los orificios nasales del Coloso.
En un principio, la parte trasera de la estatua estaba protegida por una estructura que semejaba a una cueva, como así lo demuestra varios bocetos de Stefano della Bella. Esta estructura en forma de cueva fue comparada asimismo con la técnica escultórica non-finito propia de Miguel Ángel, pues Juan de Bolonia era admirador suyo. En 1690, la parte trasera fue demolida por el escultor Giovanni Battista Foggini, quien también elaboró la estatua de un dragón y la colocó en la espalda del Coloso. Dicho dragón tuvo en un principio la función de fuente de agua, pero se cree que luego fue utilizado como chimenea, expulsando el humo por el cuello del animal. En 1876, el escultor italiano Rinaldo Barbetti renovó la estatua.

## Ubicación y propiedad
La Villa del Pratolino se encuentra unos 10 kilómetros al norte de Florencia, cercana al comienzo de los Montes Apeninos. En dicha villa, hay una plaza rectangular conocida como Prato del Appenino, la cual está ubicada enfrente del Coloso.
La villa en la que se encuentra el Coloso fue mandada construir y decorada por Francesco de Medici, duque de Toscana, en 1587. Después de su muerte y de la de su mujer, Bianca Cappello, al día siguiente, la villa entró en decadencia. Fue demolida en 1822 y en 1872 el heredero Leopoldo II, Gran Duque de Toscana, vendió el territorio a la Familia Demidoff, quienes construyeron su propia villa allí.En 1981, la Villa Demidoff fue comprada por la Provincia de Florencia y hoy en día el parque y el Coloso son accesibles al público.

## Galería

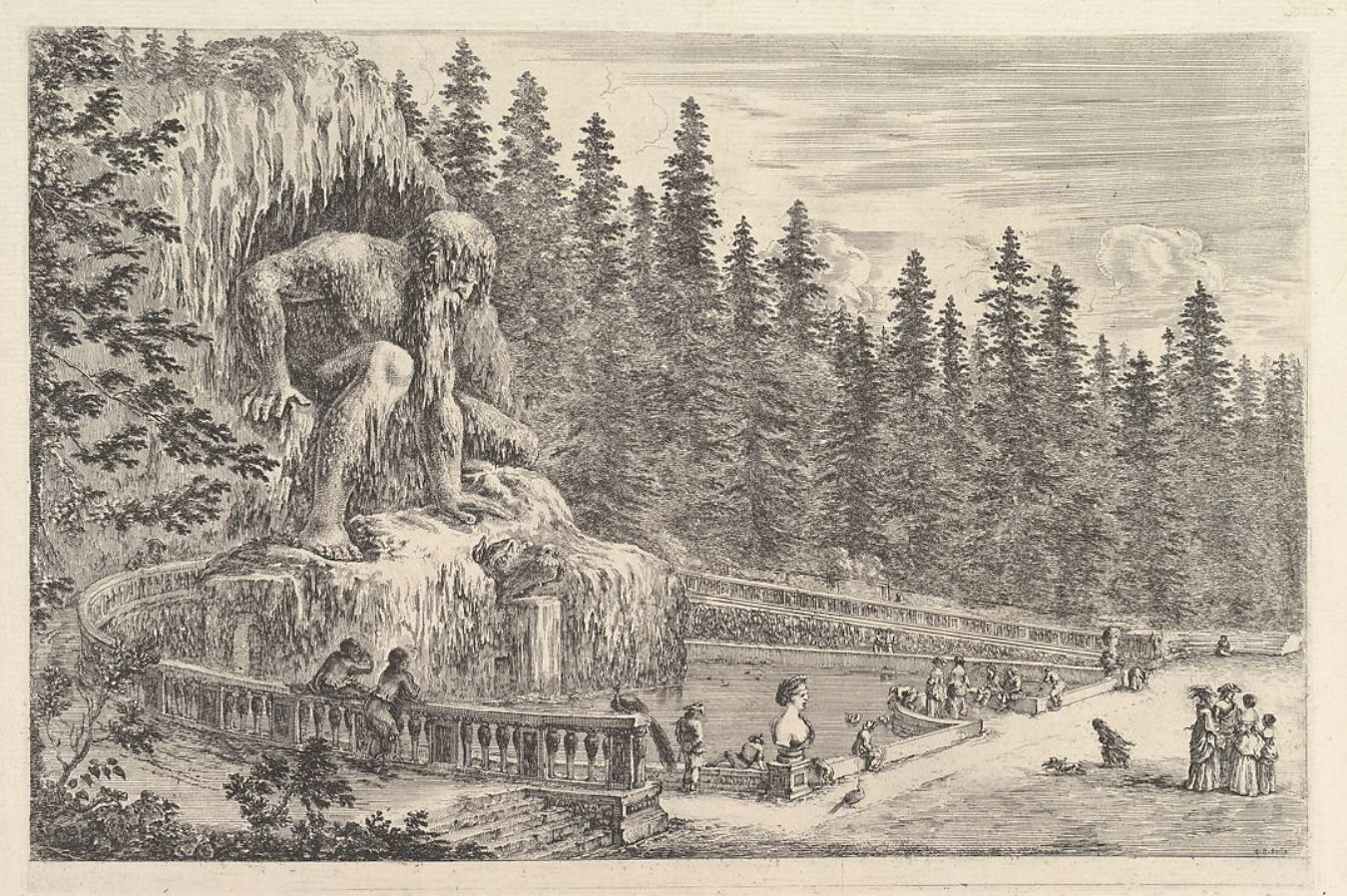
Grabado de Stefano Della Bella
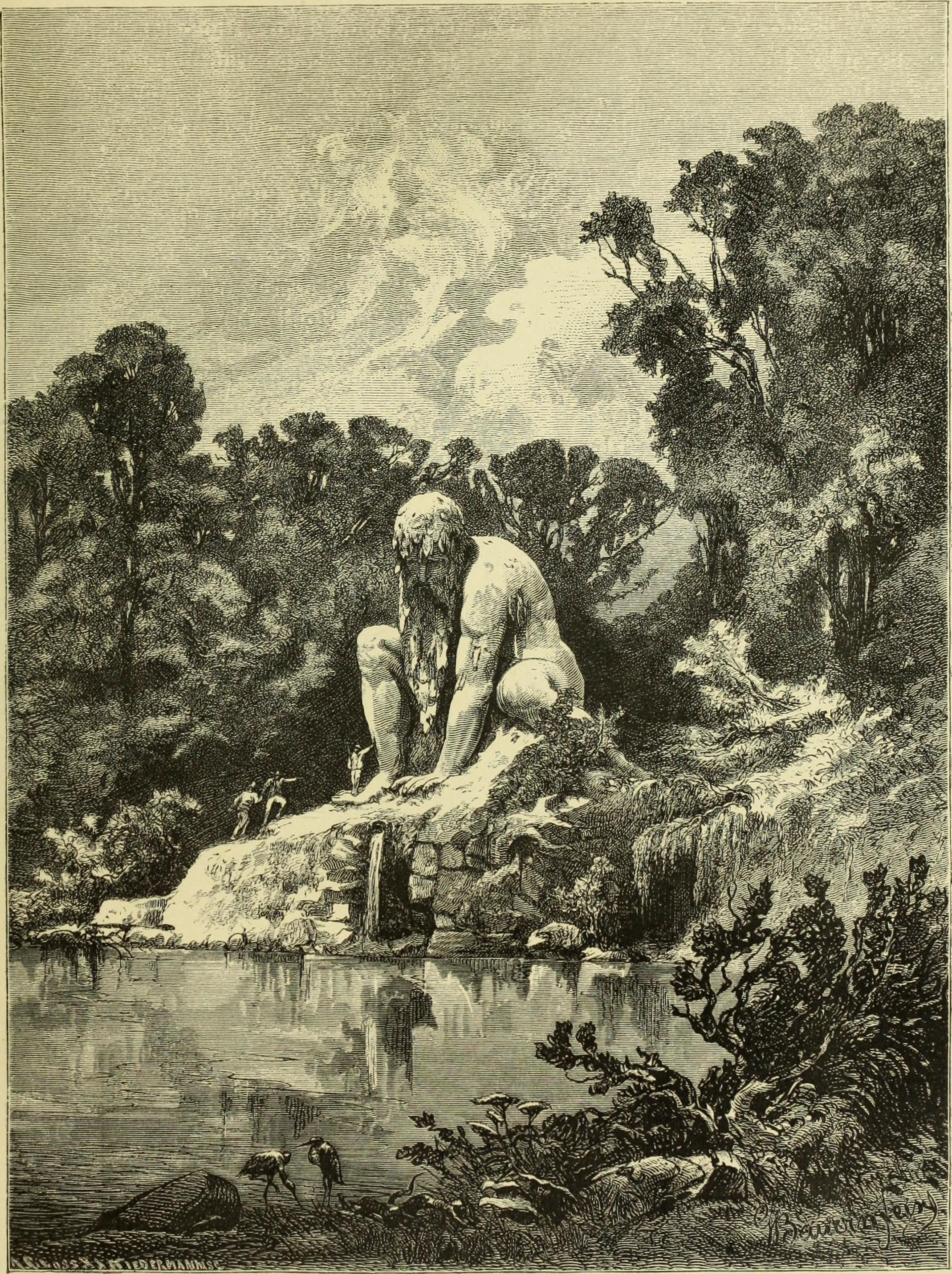
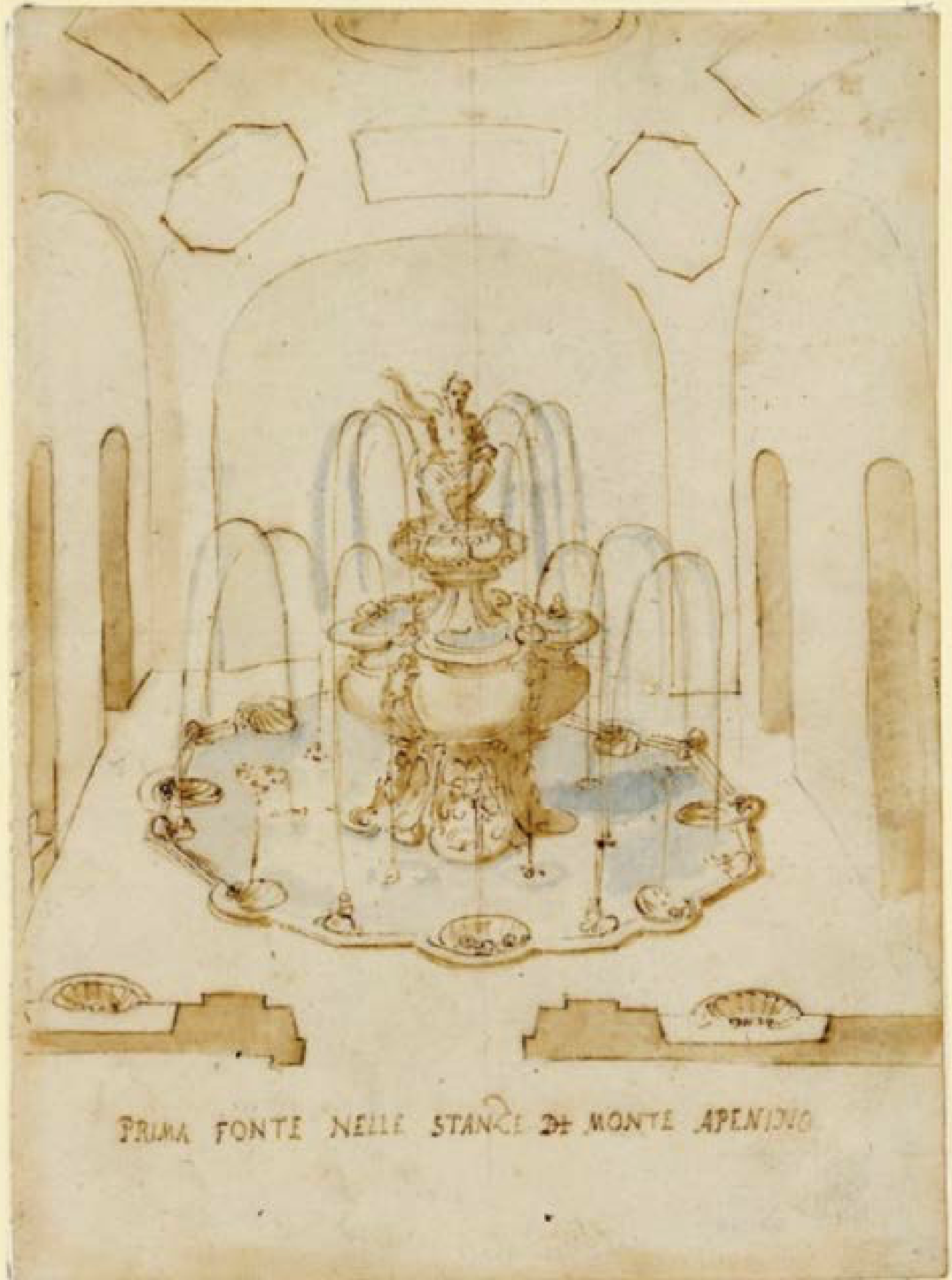
Fuente de Tetis en la planta baja, de Giovanni Guerra
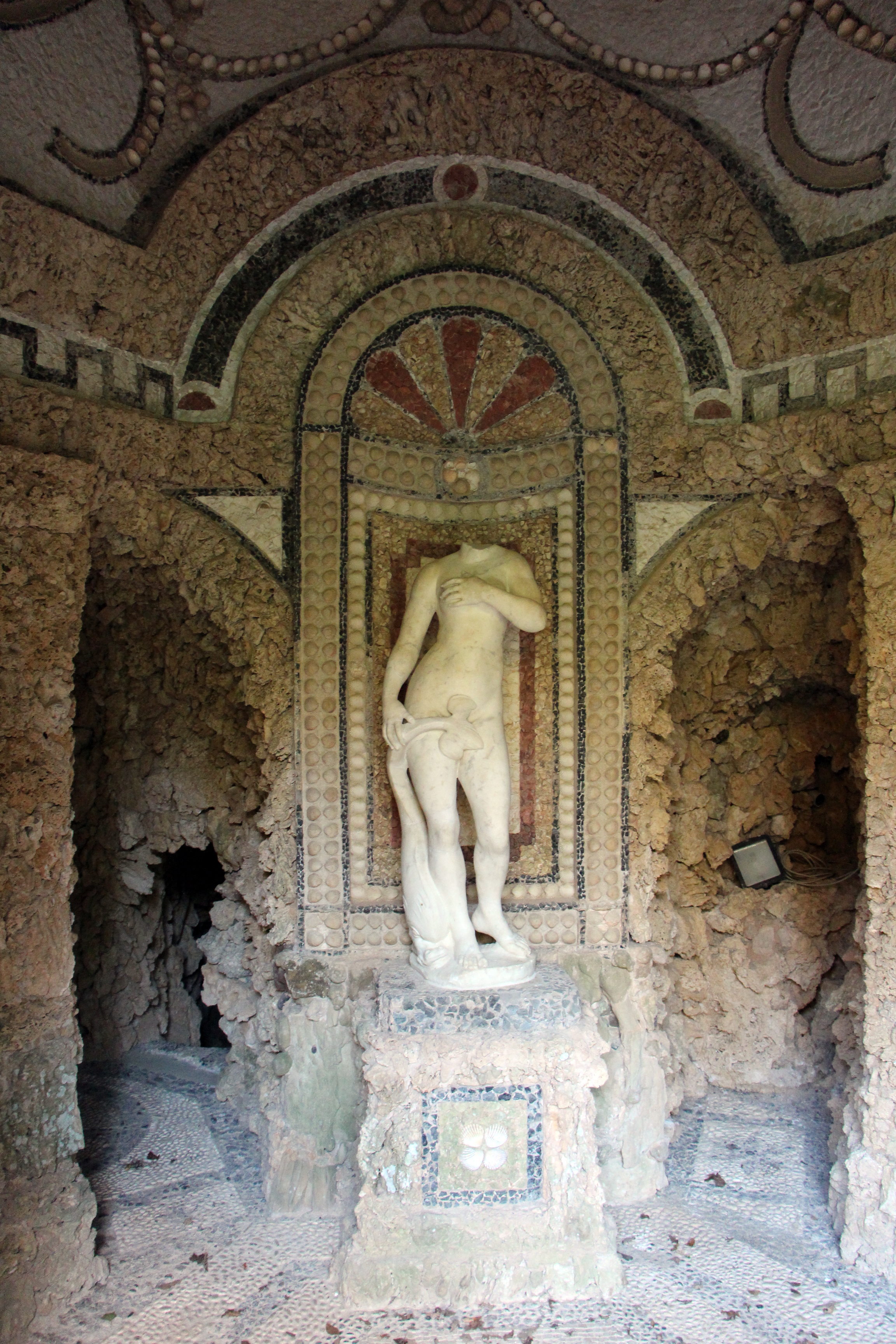
Cámara superior dentro de la estatua
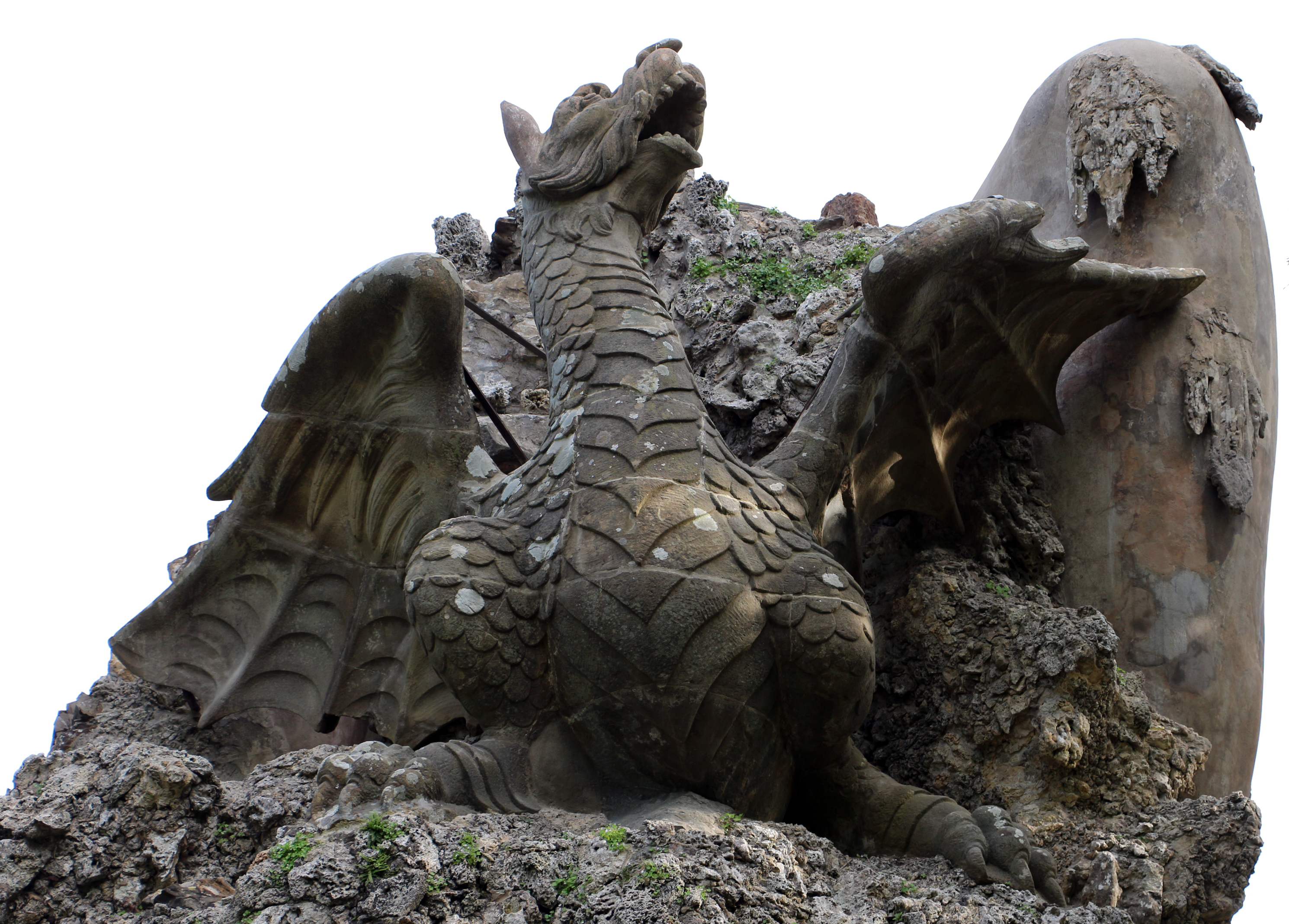
Dragón detrás del Coloso, de Giovanni Battista Foggini.
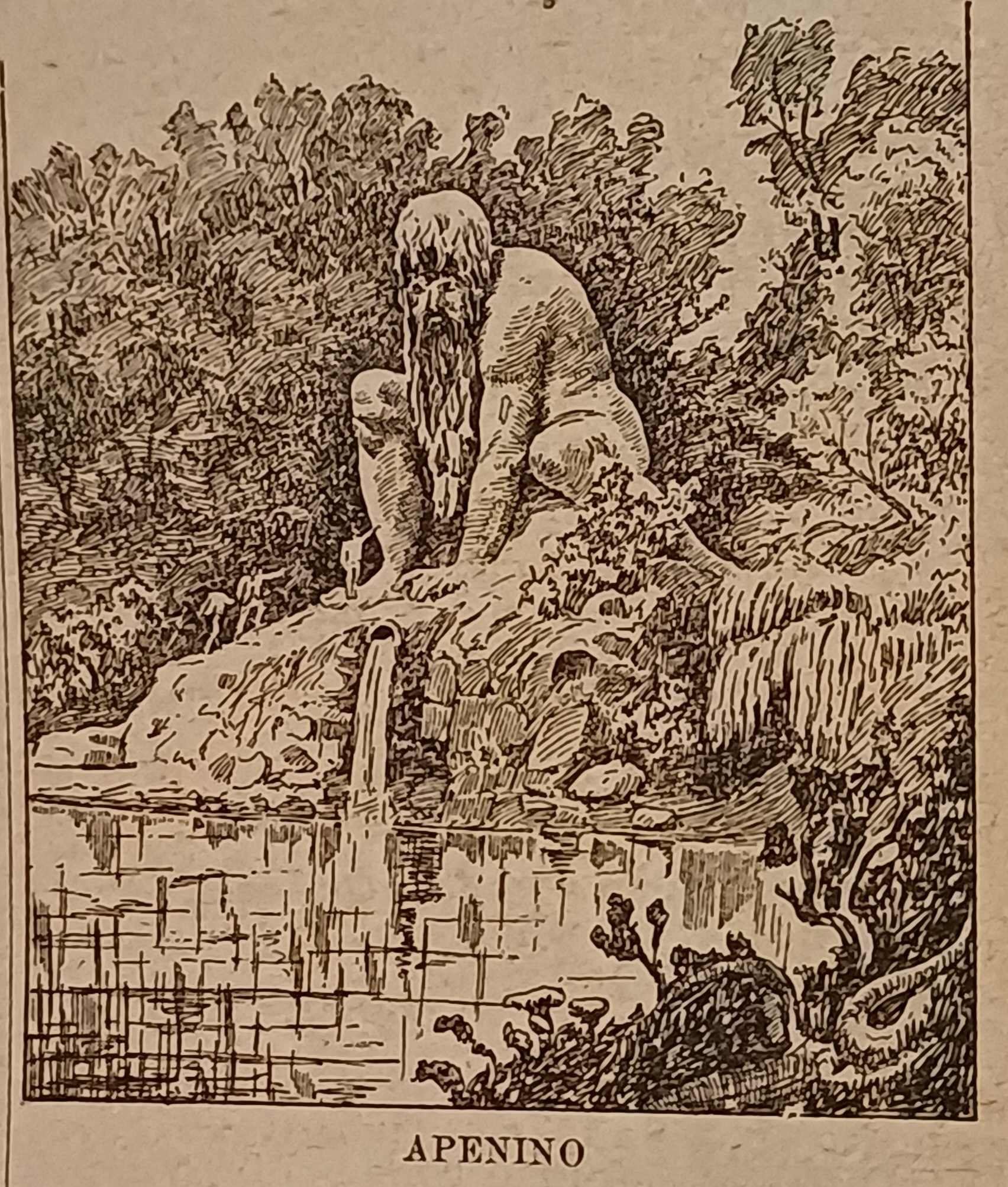